# Lista miniștrilor români de externe
Această listă prezintă în ordine cronologică miniștri de externe ai României între anii 1862-prezent.

## România (1859-1881)
- Vasile Alecsandri 1859 - 1862
- Apostol Arsache 22 ianuarie - 24 iunie 1862
- Alexandru Cantacuzino 24 iunie - 29 septembrie 1862
- Ioan Grigore Ghica 30 septembrie 1862 - 16 august 1863
- Nicolae Rosetti-Bălănescu 17 august 1863 - 16 octombrie 1865
- Alexandru Papadopol-Calimah 17 octombrie 1865 - 10 februarie 1866
- Ion Ghica 11 februarie - 10 mai 1866
- Petre Mavrogheni 11 mai - 13 iulie 1866
- George Barbu Știrbei 15 iulie 1866 - 21 februarie 1867
- Ștefan Golescu 1 martie - 5 august 1867
- Alexandru Teriachiu 17 august - 12 noiembrie 1867
- Ștefan Golescu 13 noiembrie 1867 - 30 aprilie 1868
- Nicolae Golescu 1 mai - 15 noiembrie 1868
- Dimitrie Ghica 16 noiembrie 1868 - 27 noiembrie 1869
- Nicolae Calimachi-Catargiu 28 noiembrie 1869 - 1 februarie 1870
- Alexandru G. Golescu 2 februarie - 18 aprilie 1870 (ad-interim)
- Petre P. Carp 20 aprilie - 14 decembrie 1870
- Nicolae Calimachi-Catargiu 18 decembrie 1870 - 11 martie 1871
- Gheorghe Costaforu 11 martie 1871 - 27 aprilie 1873
- Vasile Boerescu 28 aprilie 1873 - 29 ianuarie 1875
- Ion Bălăceanu 30 ianuarie - 3 aprilie 1876
- Dimitrie Cornea 4 - 26 aprilie 1876
- Mihail Kogălniceanu 27 aprilie - 23 iulie 1876
- Nicolae Ionescu 24 iulie 1876 - 2 aprilie 1877
- Mihail Kogălniceanu 3 aprilie 1877 - 24 noiembrie 1878
- Ion Câmpineanu 25 noiembrie 1878 - 10 iulie 1879
- Vasile Boerescu 11 iulie 1879 - 9 aprilie 1881

## Regatul României (1881-1947)
- Dimitrie Brătianu 10 aprilie - 8 iunie 1881
- Eugeniu Stătescu 9 iunie - 30 iulie 1881
- Dimitrie A. Sturdza 1 august 1881 - 1 februarie 1885
- Ion Câmpineanu 2 februarie - 27 octombrie 1885
- Ion C. Brătianu 28 octombrie - 15 decembrie 1885 (ad-interim)
- Mihail Pherekyde 16 decembrie 1885 - 21 martie 1888
- Petre P. Carp 22 martie - 22 martie 1889
- Alexandru N. Lahovari 29 martie 1889 - 15 februarie 1891
- Constantin Esărescu 21 februarie - 26 noiembrie 1891
- Alexandru N. Lahovari 27 noiembrie 1891 - 3 octombrie 1895
- Dimitrie A. Sturdza 4 octombrie 1895 - 21 noiembrie 1896
- Constantin Stoicescu 21 noiembrie 1896 - 29 martie 1897
- Dimitrie A. Sturdza 31 martie 1897 - 30 martie 1899
- Ion Lahovari 11 aprilie 1899 - 6 iulie 1900
- Alexandru Marghiloman 7 iulie 1900 - 13 februarie 1901
- Dimitrie A. Sturdza 14 februarie 1901 - 8 ianuarie 1902
- Ion I. C. Brătianu 9 ianuarie 1902 - 11 decembrie 1904 (temporar ad-interim)
- Dimitrie A. Sturdza 12 decembrie - 21 decembrie 1904 (ad-interim)
- Iacob Lahovari 22 decembrie 1904 - 8 februarie 1907
- Ion Lahovari 9 februarie - 11 martie 1907 (temporar ad-interim)
- Dimitrie A. Sturdza 12 martie 1907 - 27 decembrie 1908
- Ion I. C. Brătianu 27 decembrie 1908 - 30 octombrie 1909 (ad-interim)
- Alexandru Djuvara 1 noiembrie 1909 - 28 decembrie 1910
- Titu Maiorescu 29 decembrie 1910 - 31 decembrie 1913
- Emanoil Porumbaru 4 ianuarie 1914 - 7 decembrie 1916
- Ion I. C. Brătianu 8 decembrie - 28 ianuarie 1918 (temporar ad-interim)
- Alexandru Averescu 29 ianuarie - 4 martie 1918 (ad-interim)
- Constantin C. Arion 5 martie - 23 octombrie 1918
- Constantin Coandă 24 octombrie - 28 noiembrie 1918
- Ion I. C. Brătianu 29 noiembrie 1918 - 26 septembrie 1919
- Arthur Văitoianu 27 septembrie - 14 octombrie 1919 (ad-interim)
- Nicolae Mișu 15 octombrie - 30 noiembrie 1919
- Alexandru Vaida Voievod 1 decembrie 1919 - 9 ianuarie 1920
- Ștefan Cicio Pop 10 ianuarie - 13 martie 1920
- Duiliu Zamfirescu 13 martie - 12 iunie 1920
- Take Ionescu 13 iunie 1920 - 16 decembrie 1921
- Gheorghe Derussi 17 decembrie 1921 - 19 ianuarie 1922
- Ion Gh. Duca 19 ianuarie 1922- 29 martie 1926
- Ion Mitilineu 30 martie 1926 - 3 iunie 1927
- Barbu A. Știrbey 4 - 20 iunie 1927 (ad-interim)
- Ion I. C. Brătianu 21 iunie - 24 noiembrie 1927
- Nicolae Titulescu 24 noiembrie 1927 - 9 noiembrie 1928
- George G. Mironescu 10 noiembrie 1928 - 9 octombrie 1930
- Ion Mihalache 10 octombrie 1930 - 17 aprilie 1931
- Constantin Argetoianu 18 aprilie 1931 - 26 aprilie 1931 (ad-interim)
- Dimitrie I. Ghica 27 aprilie 1931 - 5 iunie 1932
- Alexandru Vaida Voievod 6 iunie - 19 octombrie 1932 (temporar ad-interim)
- Nicolae Titulescu 20 octombrie 1932 - 1 octombrie 1934
- Gheorghe Tătărescu 2 octombrie - 9 octombrie 1934 (ad-interim)
- Nicolae Titulescu 10 octombrie 1934 - 28 august 1936
- Victor Antonescu 29 august 1936 - 28 decembrie 1937
- Istrate Micescu 29 decembrie 1937 - 10 februarie 1938
- Gheorghe Tătărescu 11 februarie - 29 martie 1938 (ad-interim)
- Nicolae Petrescu-Comnen 30 martie 1938 - 31 ianuarie 1939
- Grigore Gafencu 1 februarie 1939 - 3 iulie 1940
- Mihail Manoilescu 4 iulie - 4 septembrie 1940
- Mihail R. Sturdza 14 septembrie 1940 - 26 ianuarie 1941
- Ion Antonescu 26 ianuarie 1941 - 1 ianuarie 1943 (ad-interim)
- Mihai A. Antonescu 1 ianuarie 1943 - 23 august 1944
- Grigore Niculescu-Buzești 23 august - 3 noiembrie 1944
- Constantin Vișoianu 4 noiembrie 1944 - 5 martie 1945
- Gheorghe Tătărescu 6 martie 1945 - 29 decembrie 1947

## România comunistă (1947-1989)
- Ana Pauker 30 decembrie 1947 - 9 iulie 1952
- Simion Bughici 10 iulie 1952 - 3 octombrie 1955
- Grigore Preoteasa 4 octombrie 1955 - 14 iulie 1957
- Ion Gheorghe Maurer 15 iulie 1957 - 15 ianuarie 1958
- Avram Bunaciu 23 ianuarie 1958 - 20 martie 1961
- Corneliu Mănescu 21 martie 1961 - 22 octombrie 1972
- George Macovescu 23 octombrie 1972 - 22 martie 1978
- Ștefan Andrei 23 martie 1978 - 8 noiembrie 1985
- Ilie Văduva 8 noiembrie 1985 - 26 august 1986
- Ioan Totu 26 august 1986 - 2 noiembrie 1989
- Ion Stoian 2 noiembrie - 22 decembrie 1989

## România postcomunistă (1989-prezent)
1. Sergiu Celac 26 decembrie 1989 - 27 iunie 1990
2. Adrian Năstase 28 iunie 1990 - 18 noiembrie 1992
3. Teodor Meleșcanu 19 noiembrie 1992 - 12 decembrie 1996
4. Adrian Severin 12 decembrie 1996 – 29 decembrie 1997
5. Andrei Pleșu 29 decembrie 1997 – 22 decembrie 1999
6. Petre Roman 22 decembrie 1999 - 28 decembrie 2000
7. Mircea Geoană 28 decembrie 2000 - 28 decembrie 2004
8. Mihai Răzvan Ungureanu 29 decembrie 2004 - 12 martie 2007
9. Călin Popescu Tăriceanu (interimar) 21 martie - 5 aprilie 2007
10. Adrian Cioroianu 5 aprilie 2007 - 15 aprilie 2008
11. Lazăr Comănescu 15 aprilie - 22 decembrie 2008
12. Cristian Diaconescu 22 decembrie 2008 - 3 octombrie 2009
13. Cătălin Predoiu (interimar) 3 octombrie 2009 - 23 decembrie 2009
14. Theodor Baconschi 23 decembrie 2009 - 23 ianuarie 2012
15. Cristian Diaconescu 23 ianuarie 2012 - 27 aprilie 2012
16. Andrei Marga 7 mai 2012 - 6 august 2012
17. Titus Corlățean 6 august 2012 - 10 noiembrie 2014
18. Teodor Meleșcanu 10 noiembrie 2014 - 24 noiembrie 2014
19. Bogdan Aurescu 24 noiembrie 2014 - 17 noiembrie 2015
20. Lazăr Comănescu 17 noiembrie 2015 - 4 ianuarie 2017
21. Teodor Meleșcanu 4 ianuarie 2017 - 24 iulie 2019
22. Ramona Mănescu 24 iulie 2019 - 4 noiembrie 2019
23. Bogdan Aurescu 4 noiembrie 2019 - 15 iunie 2023
24. Luminița Odobescu 15 iunie 2023 - 23 decembrie 2024
25. Emil Hurezeanu 23 decembrie 2024 - 23 iunie 2025
26. Oana Țoiu 23 iunie 2025 - prezent